# Jerome County
Jerome County ist ein County im Bundesstaat Idaho der Vereinigten Staaten. Der Verwaltungssitz (County Seat) ist Jerome.

## Geographie
Das County liegt im mittleren Süden von Idaho, ist etwa 70 km von Nevada und Utah entfernt und hat eine Fläche von 1559 Quadratkilometern, wovon 5 Quadratkilometer Wasserfläche sind. Es grenzt im Uhrzeigersinn an folgende Countys: Lincoln County, Gooding County, Twin Falls County, Cassia County und Minidoka County.
Das Landschaftsbild wird durch die Ebene de Snake River Plain bestimmt, die Südgrenze bildet der Snake River. Zentral im County lag während der Internierung japanischstämmiger Amerikaner im Zweiten Weltkrieg das Minidoka War Relocation Center. Es ist heute als Gedenkstätte ausgewiesen.

## Geschichte
Jerome County wurde am 8. Februar 1919 aus Teilen des Jerome County gebildet.
63 Bauwerke und Stätten des Countys sind im National Register of Historic Places eingetragen.

## Demografische Daten

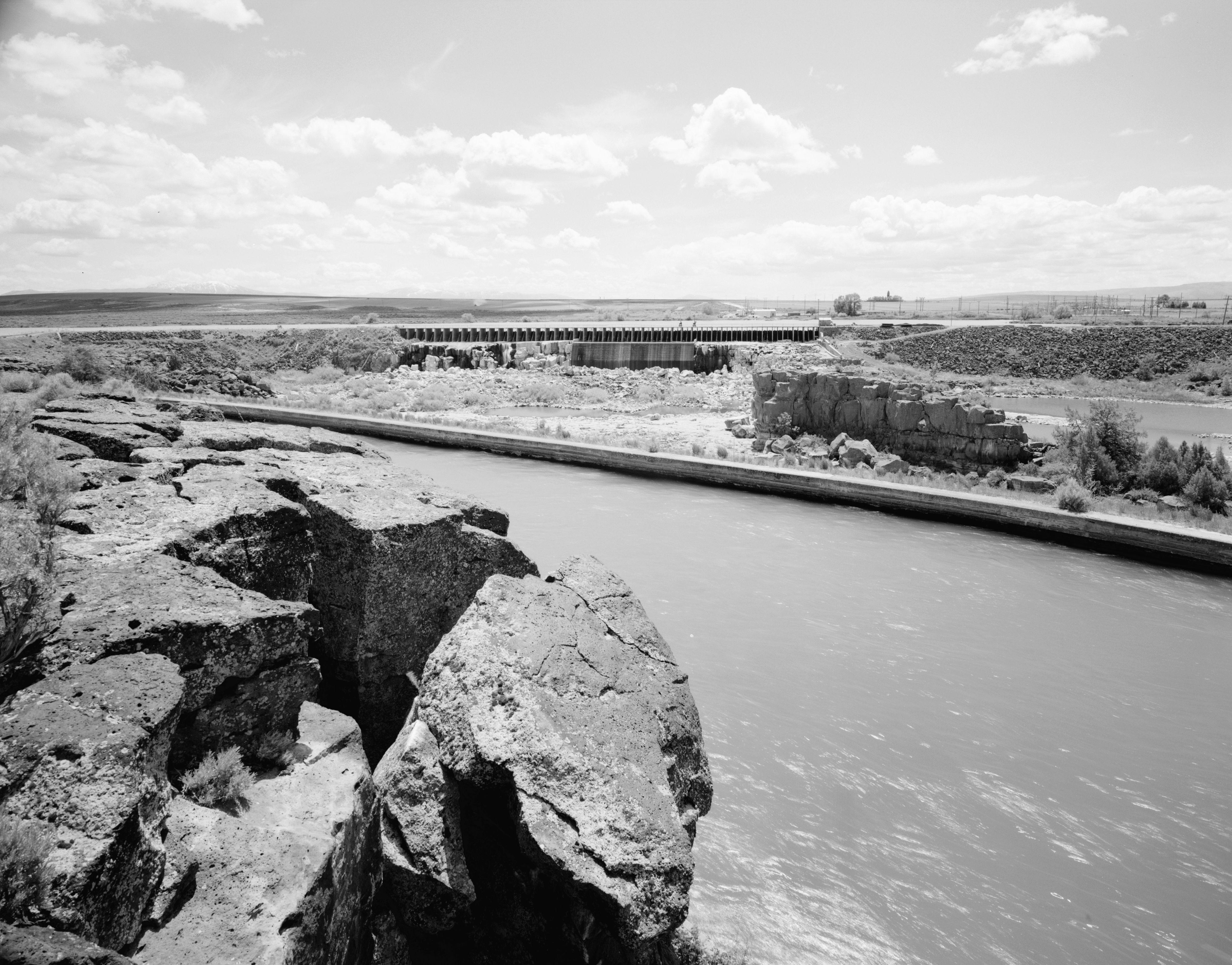
Der Milner Dam am Snake River. Im Vordergrund der North Side Canal

Nach der Volkszählung im Jahr 2000 lebten im Jerome County 18.342 Menschen in 6.298 Haushalten und 4.805 Familien. Die Bevölkerungsdichte betrug 12 Personen pro Quadratkilometer. Ethnisch betrachtet setzte sich die Bevölkerung zusammen aus 86,99 Prozent Weißen, 0,23 Prozent Afroamerikanern, 0,69 Prozent amerikanischen Ureinwohnern, 0,27 Prozent Asiaten, 0,05 Prozent Bewohnern aus dem pazifischen Inselraum und 9,84 Prozent aus anderen ethnischen Gruppen; 1,94 Prozent stammten von zwei oder mehr Ethnien ab. 17,17 Prozent der Bevölkerung waren spanischer oder lateinamerikanischer Abstammung.
Von den 6.298 Haushalten hatten 39,1 Prozent Kinder unter 18 Jahren, die bei ihnen lebten. 63,8 Prozent davon waren verheiratete, zusammenlebende Paare. 7,6 Prozent waren allein erziehende Mütter und 23,7 Prozent waren keine Familien. 19,5 Prozent waren Singlehaushalte und in 8,7 Prozent lebten Menschen mit 65 Jahren oder älter. Die Durchschnittshaushaltsgröße betrug 2,89 und die durchschnittliche Familiengröße war 3,33 Personen.
31,5 Prozent der Bevölkerung waren unter 18 Jahre alt, 8,9 Prozent zwischen 18 und 24 Jahre, 27,1 Prozent zwischen 25 und 44 Jahre, 20,2 Prozent zwischen 45 und 64 Jahre. 12,3 Prozent waren 65 Jahre oder älter. Das Durchschnittsalter betrug 33 Jahre. Auf 100 weibliche Personen kamen 104,6 männliche Personen. Auf 100 Frauen im Alter von 18 Jahren und darüber kamen 104,5 Männer.
Das jährliche Durchschnittseinkommen der Haushalte betrug 34.696 USD, das Durchschnittseinkommen der Familien 39.083 USD. Männer hatten ein Durchschnittseinkommen von 28.036 USD, Frauen 20.194 USD. Das Prokopfeinkommen betrug 15.530 USD. 13,9 Prozent der Einwohner und 10,7 Prozent der Familien lebten unterhalb der Armutsgrenze.

## Orte im County
- Barrymore
- Eden
- Falls City
- Greenwood
- Hazelton
- Hunt
- Hydra
- Jerome
- McHenry
- Perrine
- Schodde
- Sugar Loaf
- Tipperary Corner